# Anaeroplasmataceae
Anaeroplasmataceae è una famiglia di batteri appartenente all'ordine Anaeroplasmatales.